# 板橋駅
板橋駅（いたばしえき）は、東京都北区滝野川七丁目にある、東日本旅客鉄道（JR東日本）の駅。駅番号はJA 13。
当駅を通る鉄道路線は、線路名称上は赤羽線であるが、運行系統上は埼京線として案内される。特定都区市内制度における「東京都区内」に属する。

## 歴史
- 1885年（明治18年）3月1日：日本鉄道の駅として開業し、同時に貨物の取り扱いを開始する[4]。
- 1906年（明治39年）11月1日：鉄道国有法により、国有化[4]。
- 1909年（明治42年）10月12日：線路名称の制定により、山手線の所属となる。
- 1949年（昭和24年）6月1日：日本国有鉄道が発足。
- 1972年（昭和47年）7月15日：赤羽線所属の駅となる。
- 1985年（昭和60年）
  - 3月14日：荷物の取り扱いを廃止する[4]。
  - 9月30日：埼京線の運行を開始する。
- 1987年（昭和62年）4月1日：国鉄分割民営化に伴い、東日本旅客鉄道（JR東日本）および日本貨物鉄道（JR貨物）の駅（赤羽線所属）となる[4]。
- 1996年（平成8年）3月16日：貨物列車の設定が廃止される[4]。
- 1999年（平成11年）4月1日：日本貨物鉄道（JR貨物）の駅が廃止される。
- 2001年（平成13年）11月18日：ICカード「Suica」の利用が可能となる[報道 1]。
- 2015年（平成27年）度：駅構内のバリアフリー化工事が開始。
- 2016年（平成28年）6月30日：みどりの窓口の営業を終了。
- 2017年（平成29年）度：バリアフリー化工事が完了[6]。
- 2018年（平成30年）
  - 8月6日：「板橋駅板橋口一体開発事業」の共同施行予定者を野村不動産に決定[報道 2]。
  - 年度内：駅舎の整備が完了（駅事務施設の使用を開始）[6]。
- 2019年（平成31年・令和元年）
  - 2月24日：東口と西口の改札が統合[7]。東西自由通路の供用開始[7]。
  - 8月22日：東京都都市整備局より、板橋駅板橋口地区第一種市街地再開発事業の施行を認可[報道 3][報道 4]。
- 2020年（令和2年）7月3日：東口に「JR板橋東口ビル」が開業[報道 5]。

## 駅構造
島式ホーム1面2線を有する地上駅である。指定席券売機、自動改札機が設置されている。
2018年（平成30年）7月にエスカレーターの利用が開始され、旧通路が工事作業のため閉鎖された。
駅は盛土構造になっており、周辺市街地を分断しているが、ホームの十条側に地下通路が、また改札外のホーム中ほどにはトンネル状の自由通路があり、駅の東西をつないでいる。
板橋区などの要望により、2015年（平成27年）度から駅構内のバリアフリー化に伴うエスカレーター・エレベーターの設置などの工事が開始され、2020年（令和2年）7月3日に「JR板橋東口ビル」が開業している（併設されるスポーツ施設「ジェクサー・フィットネス＆スパ板橋」は同年10月2日開業）。なお、同ビルは当初2020年（令和2年）6月11日の開業が予定されていたが、新型コロナウイルス感染症（COVID-19）の拡大防止を理由に延期されていた。
また、2019年（平成31年）に東口と西口の改札が統合した。以前は、改札口が分かれていたが、1つにまとまったことによって、駅構内の移動で東口と西口の行き来が可能になった。

### のりば
| 番線 | 路線   | 方向 | 行先                                     |
| ---- | ------ | ---- | ---------------------------------------- |
| 1    | 埼京線 | 北行 | 赤羽・武蔵浦和・大宮・川越方面           |
| 1    | 埼京線 | 下り | 赤羽・武蔵浦和・大宮・川越方面           |
| 2    | 埼京線 | 南行 | 池袋・新宿・大崎・りんかい線・相鉄線方面 |
| 2    | 埼京線 | 上り | 池袋・新宿・大崎・りんかい線・相鉄線方面 |

西口コンコースと大宮方面線路の間には、かつての貨物用側線を転用した「板橋訓練所」があり、レール、警報機、信号機が設置されていたが、上記の駅構内バリアフリー化工事のため、現在は撤去されている。池袋方面線路のさらに東側にも貨物用側線があり一部側線が残っていたが、2019年（平成31年）よりこの跡地を活用し、埼京線車両の夜間留置などの留置線が3線設置された。これに伴い、池袋方に留置線に入線するための渡り線が増設されている。2021年（令和3年）3月15日より、相鉄12000系が回送でこの留置線に入線する。

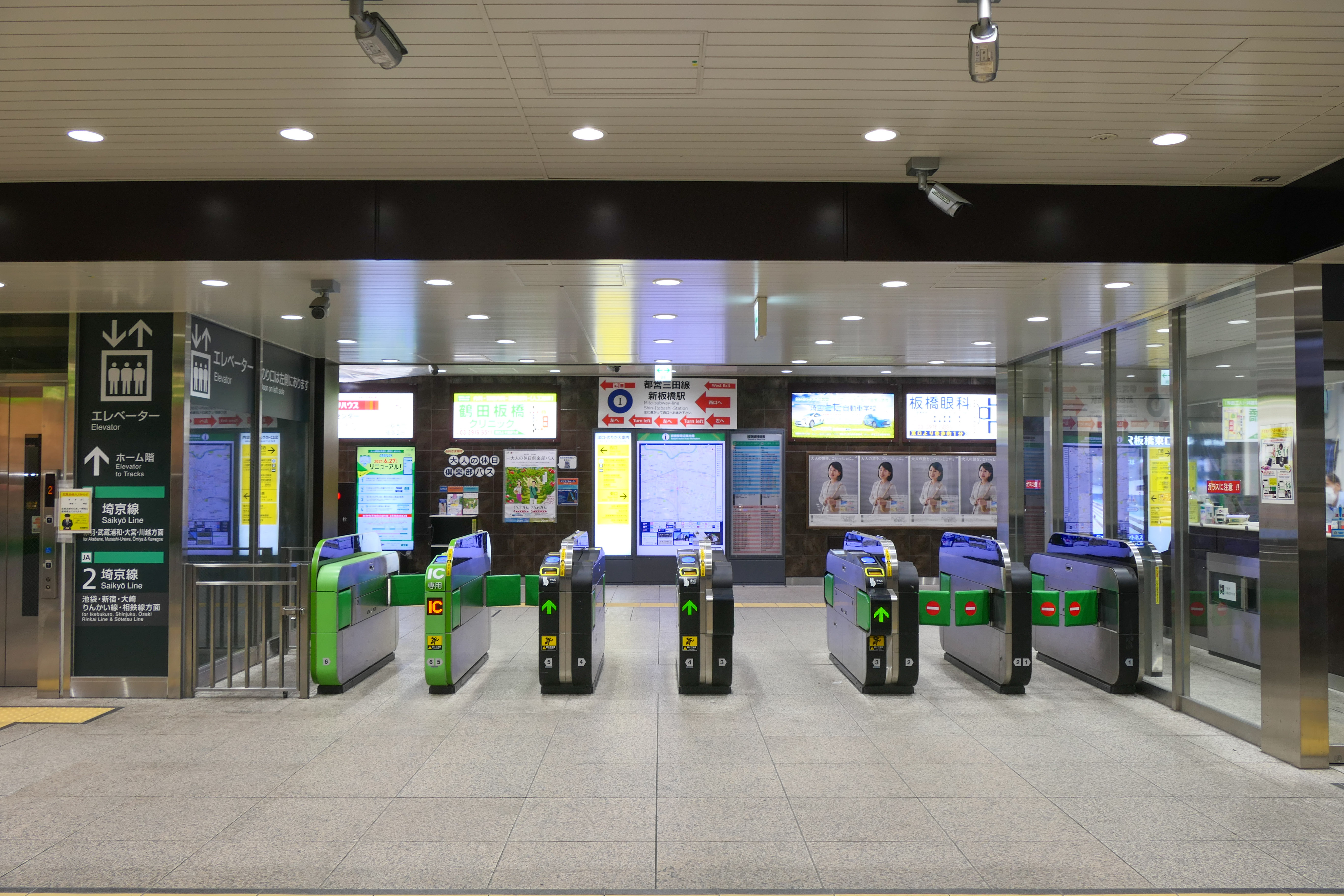
改札口（2021年5月）
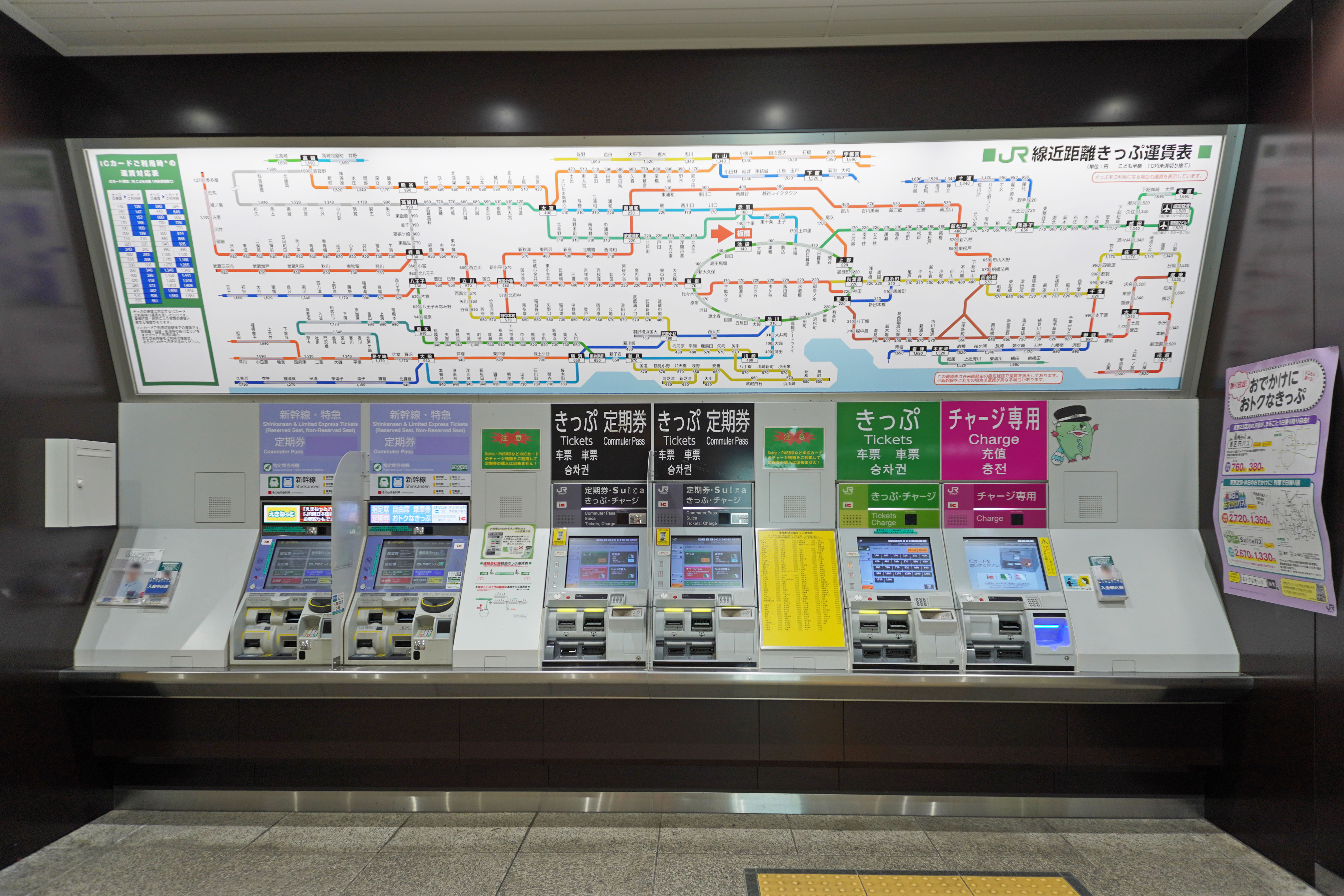
切符売り場（2023年1月）
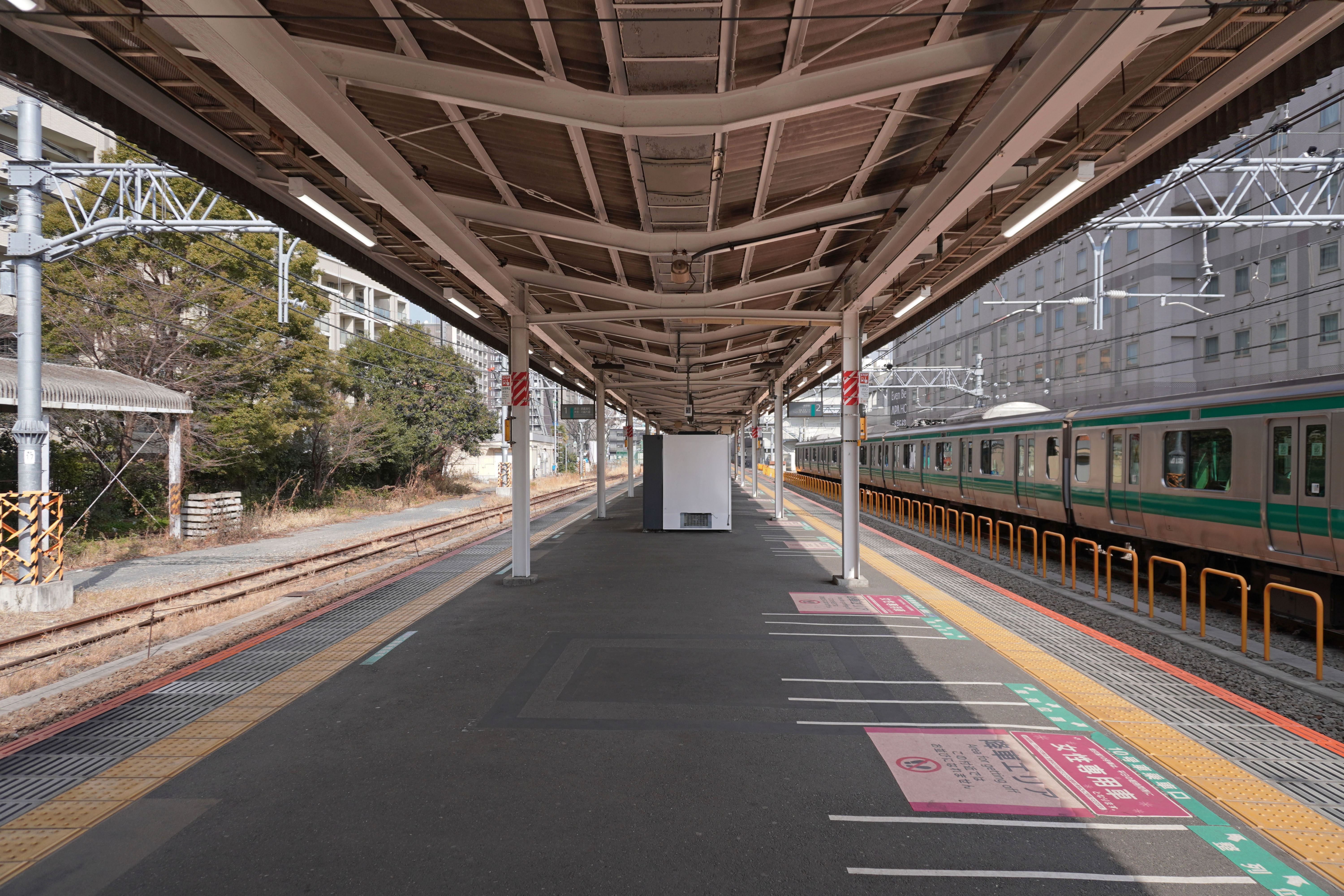
ホーム（2023年2月）
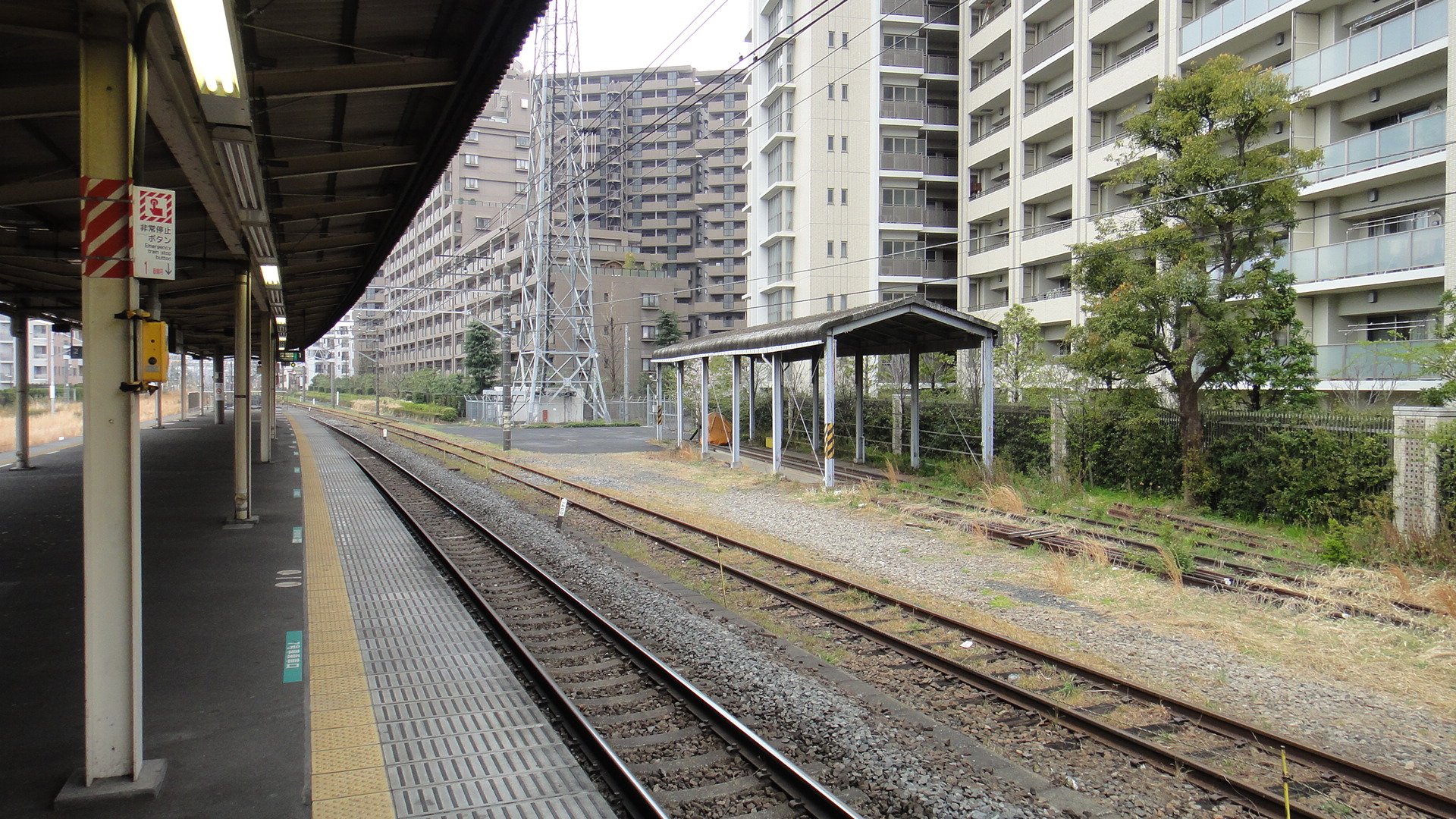
かつて駅南西にあった貨物用設備跡（2013年3月）
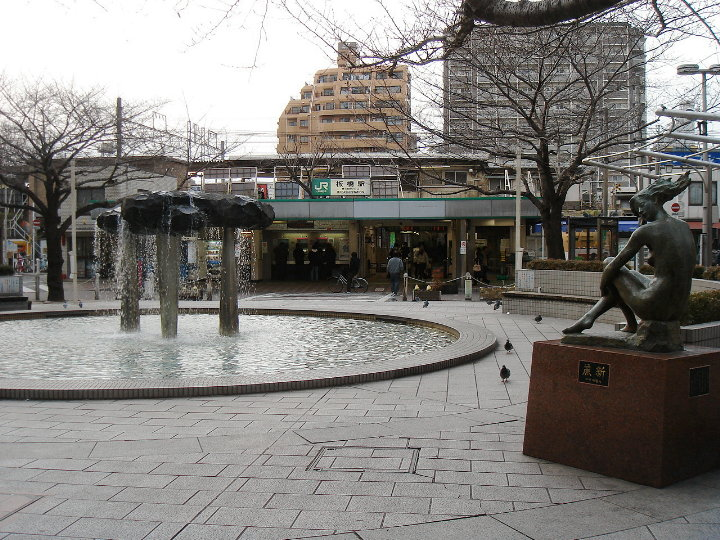
旧滝野川口駅舎（2007年2月）
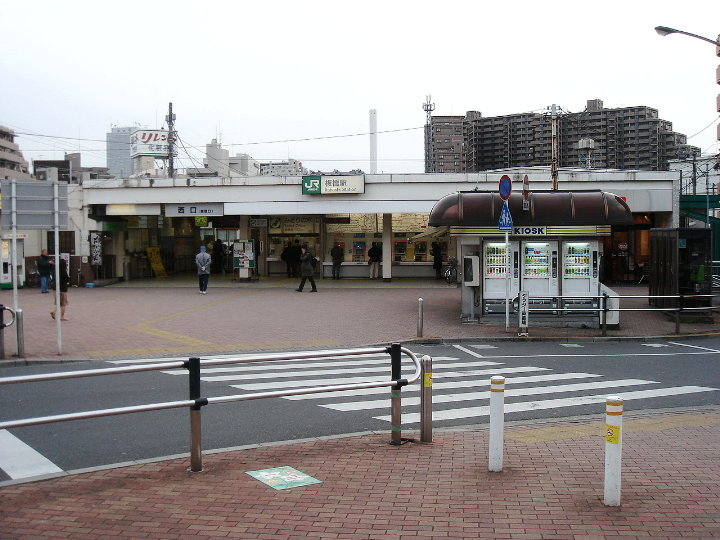
旧板橋口駅舎（2007年2月）

## 地理
正式な所在地を北区内に置き、北区滝野川・板橋区板橋・豊島区上池袋の境に存在する。東口（滝野川口）が北区に、西口（板橋口）が板橋区に、ホームの大半は豊島区にある。なお、板橋区の鉄道駅では最東端および最南端の駅で、豊島区の鉄道駅では最北端の駅（ただし、板橋区は西口（板橋口）とホーム、豊島区はホームのみなので、駅の正式所在地が板橋区の場合は、都営三田線新板橋駅、豊島区は東武東上線下板橋駅）である。

## 貨物取扱
開業時から旅客、貨物両用の駅であった当駅は、国有化、国鉄分割民営化後も連綿と貨物取扱が行われ、当駅を起点とした貨物列車が最盛期には1日4往復運行されていた。
当駅の池袋駅寄り東側には、住友セメント（現・住友大阪セメント）の工場（池袋包装所）があり、当駅からの引き込み線（0.3 km）を介してセメントや砕石・砂利の輸送が行われていた。また、池袋駅寄り西側には、日本食糧倉庫が、赤羽駅寄りには、紙倉庫があり、それらの専用線が設置され、それらに普通貨物列車として1日3往復運行されていた。
ホームからは、牽引機関車（EF65形など）や、当駅までの牽引及び構内入換に使用するDD13形（→DE10形）、専用線には、有蓋車や私有のセメントタンク車などの国鉄運用の貨車や、東武鉄道や西武鉄道から乗り入れる貨車などを見ることができ、ときには東武の電車を出搬入する際にも当駅を使用していたことがあった。
1984年（昭和59年）2月のダイヤ改正以降、国鉄の貨物輸送システム再構成による、直行列車体系の再編成などから、板橋駅への貨物列車が、セメント輸送と砕石・砂利輸送のみとなったため、普通貨物列車は廃止された。砕石・砂利輸送は、東武鉄道向けと西武鉄道向けから、後年は初狩駅へのトキ25000形が専用列車として運行された。その後、当駅の貨物列車はセメント輸送だけが残り、東武会沢線上白石駅にあった住友セメント栃木工場からのタキ1900形のセメント専用貨物列車が1日1往復のみ運行されていたが、1996年（平成8年）3月16日に運行を終了した。
折しも、隣の池袋駅では列車増発のための線形改良事業が構想されていたが、貨物列車の運転終了により同線の勾配に関する制約が緩和されたことから、当初は池袋駅の南側で当線と山手貨物線が立体交差する構想を、同駅の北側で交差する構造に変更した。この事業の完了に伴い、両線の平面交差支障解消および、埼京線と湘南新宿ラインの同一方向同一ホーム化が実現した。
貨物列車が発着していた2番線隣接部は、貨物取扱廃止後に一部のレールが撤去されたが、側線の一部やクロッシングポイントの一部、入換用の表示機など設備の一部が残されていた（2012年〈平成24年〉2月時点）。この跡地が電留線として活用されることになる。これは品川駅改良工事に伴うもので、同駅の山手線電留線を廃止し、電留線を利用していた山手線車両の一部は池袋駅の電留線（池袋運輸区）を使用することになった。このため本来池袋駅電留線に留置されていた埼京線・川越線車両のための留置線が必要となり、池袋駅から近く土地が空いていた板橋駅の貨物取扱跡地が活用されたものである。この電留線は先述の品川駅電留線廃止に伴い、2019年（平成31年）3月ダイヤ改正から使用が開始された。

## 利用状況

### 旅客
2023年度（令和5年度）の1日平均乗車人員は31,852人である。
1990年度（平成2年度）以降の推移は以下のとおりである。
| 1日平均乗車人員推移 | 1日平均乗車人員推移 | 1日平均乗車人員推移 | 1日平均乗車人員推移 | 1日平均乗車人員推移 | 1日平均乗車人員推移 | 1日平均乗車人員推移 |
| 年度                | 定期外              | 定期                | 合計                | 出典                | 出典                | 出典                |
| 年度                | 定期外              | 定期                | 合計                | JR                  | 東京都              | 板橋区              |
| ------------------- | ------------------- | ------------------- | ------------------- | ------------------- | ------------------- | ------------------- |
| 1990年（平成02年）  |                     |                     | 25,786              |                     | [ 都 1 ]            |                     |
| 1991年（平成03年）  |                     |                     | 26,254              |                     | [ 都 2 ]            |                     |
| 1992年（平成04年）  |                     |                     | 26,992              |                     | [ 都 3 ]            |                     |
| 1993年（平成05年）  |                     |                     | 27,504              |                     | [ 都 4 ]            |                     |
| 1994年（平成06年）  |                     |                     | 27,258              |                     | [ 都 5 ]            |                     |
| 1995年（平成07年）  |                     |                     | 27,227              |                     | [ 都 6 ]            |                     |
| 1996年（平成08年）  |                     |                     | 28,400              |                     | [ 都 7 ]            |                     |
| 1997年（平成09年）  |                     |                     | 28,577              |                     | [ 都 8 ]            |                     |
| 1998年（平成10年）  |                     |                     | 28,452              |                     | [ 都 9 ]            |                     |
| 1999年（平成11年）  |                     |                     | 28,418              |                     | [ 都 10 ]           |                     |
| 2000年（平成12年）  |                     |                     | 28,522              | [ JR 2 ]            | [ 都 11 ]           |                     |
| 2001年（平成13年）  |                     |                     | 29,798              | [ JR 3 ]            | [ 都 12 ]           |                     |
| 2002年（平成14年）  |                     |                     | 28,965              | [ JR 4 ]            | [ 都 13 ]           |                     |
| 2003年（平成15年）  |                     |                     | 29,424              | [ JR 5 ]            | [ 都 14 ]           |                     |
| 2004年（平成16年）  | 11,844              | 17,310              | 29,154              | [ JR 6 ]            | [ 都 15 ]           | [ 板 1 ]            |
| 2005年（平成17年）  | 11,915              | 17,432              | 29,348              | [ JR 7 ]            | [ 都 16 ]           | [ 板 1 ]            |
| 2006年（平成18年）  | 11,999              | 17,452              | 29,452              | [ JR 8 ]            | [ 都 17 ]           | [ 板 1 ]            |
| 2007年（平成19年）  |                     |                     | 29,803              | [ JR 9 ]            | [ 都 18 ]           | [ 板 2 ]            |
| 2008年（平成20年）  |                     |                     | 29,724              | [ JR 10 ]           | [ 都 19 ]           | [ 板 3 ]            |
| 2009年（平成21年）  |                     |                     | 29,521              | [ JR 11 ]           | [ 都 20 ]           | [ 板 4 ]            |
| 2010年（平成22年）  |                     |                     | 29,871              | [ JR 12 ]           | [ 都 21 ]           | [ 板 5 ]            |
| 2011年（平成23年）  |                     |                     | 30,168              | [ JR 13 ]           | [ 都 22 ]           | [ 板 6 ]            |
| 2012年（平成24年）  | 12,266              | 18,707              | 30,973              | [ JR 14 ]           | [ 都 23 ]           | [ 板 7 ]            |
| 2013年（平成25年）  | 12,495              | 19,396              | 31,891              | [ JR 15 ]           | [ 都 24 ]           | [ 板 8 ]            |
| 2014年（平成26年）  | 12,678              | 19,403              | 32,081              | [ JR 16 ]           | [ 都 25 ]           | [ 板 9 ]            |
| 2015年（平成27年）  | 13,078              | 19,978              | 33,056              | [ JR 17 ]           | [ 都 26 ]           | [ 板 10 ]           |
| 2016年（平成28年）  | 13,324              | 20,197              | 33,522              | [ JR 18 ]           | [ 都 27 ]           | [ 板 11 ]           |
| 2017年（平成29年）  | 13,515              | 20,443              | 33,958              | [ JR 19 ]           | [ 都 28 ]           | [ 板 12 ]           |
| 2018年（平成30年）  | 13,632              | 20,823              | 34,455              | [ JR 20 ]           | [ 都 29 ]           | [ 板 13 ]           |
| 2019年（令和元年）  | 12,947              | 20,763              | 33,710              | [ JR 21 ]           | [ 都 30 ]           | [ 板 14 ]           |
| 2020年（令和02年）  | 9,436               | 15,788              | 25,224              | [ JR 22 ]           | [ 都 31 ]           | [ 板 15 ]           |
| 2021年（令和03年）  | 10,959              | 16,565              | 27,524              | [ JR 23 ]           | [ 都 32 ]           | [ 板 16 ]           |
| 2022年（令和04年）  | 12,513              | 17,604              | 30,118              | [ JR 24 ]           | [ 都 33 ]           | [ 板 17 ]           |
| 2023年（令和05年）  | 13,390              | 18,462              | 31,852              | [ JR 1 ]            |                     |                     |

### 貨物
JR貨物の貨物取扱停止までの推移は以下のとおりである。
| 貨物輸送推移       | 貨物輸送推移 | 貨物輸送推移 | 貨物輸送推移 | 貨物輸送推移 | 貨物輸送推移 | 貨物輸送推移 | 貨物輸送推移 |
| 年度               | 総数         | 総数         | 車扱貨物     | 車扱貨物     | コンテナ貨物 | コンテナ貨物 | 出典         |
| 年度               | 発送トン数   | 到着トン数   | 発送トン数   | 到着トン数   | 発送トン数   | 到着トン数   | 出典         |
| ------------------ | ------------ | ------------ | ------------ | ------------ | ------------ | ------------ | ------------ |
| 1990年（平成02年） | 7,744        | 221,975      | 7,744        | 221,975      | 0            | 0            | [ 都 1 ]     |
| 1991年（平成03年） | 6,956        | 177,248      | 6,956        | 177,248      | 0            | 0            | [ 都 2 ]     |
| 1992年（平成04年） | 7,644        | 148,762      | 7,644        | 148,762      | 0            | 0            | [ 都 3 ]     |
| 1993年（平成05年） | 6,812        | 134,892      | 6,812        | 134,892      | 0            | 0            | [ 都 4 ]     |
| 1994年（平成06年） | 6,260        | 137,024      | 6,260        | 137,024      | 0            | 0            | [ 都 5 ]     |
| 1995年（平成07年） | 5,536        | 116,319      | 5,536        | 116,319      | 0            | 0            | [ 都 6 ]     |
| 1996年（平成08年） | 0            | 0            | 0            | 0            | 0            | 0            | [ 都 7 ]     |

## 駅周辺
板橋駅板橋口地区第一種市街地再開発事業（板橋駅西口とその周辺の再開発事業）が2019年（令和元年）に東京都により認可され、進められている。
- 新板橋駅（都営三田線）
- 下板橋駅（東武東上線）
- 旧中山道
- 中山道
- 近藤勇・土方歳三の墓所 - 東口（徒歩1分）にある。
- 東京都立北園高等学校
- 東京共育学園高等部
- 東京国際フランス学園
- 北区立滝野川紅葉中学校
- 谷端川児童遊園 - 1962年（昭和37年）に暗渠化された旧谷端川流路上に整備された遊歩道公園。「一の橋」と記された石造り欄干が遺されている。池袋方面からの「下り谷」を流れてくる支流と、この橋の付近で合流していた。地名における“袋”は、川と川の合流点を指すことが多い用語であるため、旧池袋村と旧板橋町大字瀧野川の境に相当する板橋駅南西側の一帯（板橋1丁目および豊島区池袋本町4丁目付近）を池袋の地名の由来とする説がある[注 7]。
- マルエツ 板橋駅前店
- アパホテル〈東京板橋駅前〉
- 国際興業バス「板橋駅」停留所（王22：王子駅方面）

## 隣の駅
東日本旅客鉄道（JR東日本）
 埼京線
■通勤快速・■快速・■各駅停車
池袋駅 (JA 12) - 板橋駅 (JA 13) - 十条駅 (JA 14)

### 記事本文